# NRJ DJ Awards
 (décembre 2019).
Les NRJ DJ Awards (Prix des DJ NRJ) ont été créés en 2012 par la station de radio NRJ, et ont lieu tous les ans, jusqu'en 2019, début novembre en direct du Salon du MICS (Monaco International Clubbing Show) (Monaco). Ils récompensent des DJ dans différentes catégories.

## Liste des récompenses
Chaque année sont récompensés des DJ dans les catégories suivantes :
- Meilleur DJ masculin français de l'année
- Meilleur DJ international de l'année
- Révélation francophone de l'année (en 2012)
- Révélation internationale de l'année
- Meilleure live performance de l'année
- Meilleure DJ féminin de l'année (depuis 2013)
- Meilleur hits des clubs de l'année (depuis 2013)
- Meilleur album dance/électro de l'année (depuis 2013)
- Meilleur club français de l'année (depuis 2013)
- Meilleur événement électro de l'année (depuis 2014)

## Palmarès

### Palmarès 2012 -IerNRJ DJ Awards
| Catégories                            | Vainqueurs |
| ------------------------------------- | --- |
| Meilleur DJ français de l'année       | David Guetta |
| Meilleur DJ international de l'année  | Avicii |
| Révélation francophone de l'année     | Basto |
| Révélation internationale de l'année  | Global Deejays |
| Meilleure performance live de l'année | David Guetta |
| Prix d'honneur                        | Bob Sinclar : meilleur clip de l'année avec Groupie Martin Solveig : meilleur collaboration de l'année avec Madonna Joachim Garraud : meilleure communauté de fans Antoine Clamaran : DJ Award d'Honneur 2012 |

### Palmarès 2013 - IIeNRJ DJ Awards
| Catégories                                    | Vainqueurs |
| --------------------------------------------- | --- |
| Meilleur DJ masculin français de l'année      | David Guetta |
| Meilleur DJ masculin international de l'année | Avicii |
| Révélation internationale de l'année          | Showtek |
| Meilleure DJ féminin de l'année               | DJ Oriska |
| Meilleure performance live de l'année         | Tiësto |
| Meilleur hits des clubs de l'année            | Showtek - "Cannonball"                                                                                          |
| Meilleur album dance/électro de l'année       | Will.i.am - #willpower                                                                                          |
| Meilleur club français de l'année             | Saint-Tropez - Le VIP Room                                                                                      |
| Prix d'honneur                                | DJ Assad : meilleur hit de l'été Afrojack : meilleure collaboration de l'année Lausanne - Le Mad Paris - Le Rex |

### Palmarès 2014 - IIIeNRJ DJ Awards
| Catégories                                    | Vainqueurs |
| --------------------------------------------- | --- |
| Meilleur DJ masculin français de l'année      | David Guetta |
| Meilleur DJ masculin international de l'année | Avicii |
| Révélation internationale de l'année          | Deorro |
| Meilleure DJ féminin de l'année               | DJ Oriska |
| Meilleure performance live de l'année         | Martin Garrix |
| Meilleur hits des clubs de l'année            | Martin Garrix - "Animals" |
| Meilleur album dance/électro de l'année       | Avicii - True |
| Meilleur club français de l'année             | Paris - Le Showcase |
| Meilleur événement électro de l'année         | Tomorrowland |
| Prix d'honneur                                | Paris Hilton : Révélation féminine de l'année Bob Sinclar : Pour l'ensemble de sa carrière Steve Aoki - Meilleur DJ-Producteur de l'année |

### Palmarès 2015 - IVeNRJ DJ Awards
| Catégories                              | Vainqueurs              |
| --------------------------------------- | ----------------------- |
| Meilleur DJ français de l'année         | David Guetta            |
| Meilleur DJ international de l'année    | Avicii                  |
| Révélation de l'Année                   | Robin Schulz            |
| Meilleure performance live de l'année   | Avicii                  |
| Meilleur hits des clubs de l'année      | Major Lazer - "Lean On" |
| Meilleur album dance/électro de l'année | David Guetta - Listen   |
| Révélation Française de l'Année         | Feder                   |
| Pour l'Ensemble de sa Carrière          | Martin Solveig          |
| Prix d'Honneur                          | Axwell Λ Ingrosso       |

### Palmarès 2016 - VeNRJ DJ Awards
| Catégories                               | Vainqueurs                |
| ---------------------------------------- | ------------------------- |
| Meilleur DJ français de l'année          | David Guetta              |
| Meilleur DJ international de l'année     | Martin Garrix             |
| Révélation de l'Année                    | The Chainsmokers          |
| Meilleure performance live de l'année    | Martin Garrix             |
| Meilleur hits des clubs de l'année       | Kungs - "This Girl"       |
| Meilleur duo ou collaboration de l'année | Major Lazer               |
| Meilleur titre de l'été européen         | Deorro                    |
| Award d'honneur                          | Dimitri Vegas & Like Mike |

### Palmarès 2017 - VIeNRJ DJ Awards
| Catégories                               | Vainqueurs                                   |
| ---------------------------------------- | -------------------------------------------- |
| Meilleur DJ français de l'année          | Kungs                                        |
| Meilleur DJ international de l'année     | Martin Garrix                                |
| Révélation de l'Année                    | Petit Biscuit                                |
| Meilleure performance live de l'année    | Martin Garrix                                |
| Clip Vidéo de l'année                    | DJ Snake & Justin Bieber - "Let Me Love You" |
| Meilleur duo ou collaboration de l'année | The Chainsmokers                             |
| Single dance/electro de l'année          | Calvin Harris - "My Way"                     |
| Award d'honneur                          | Martin Solveig Robin Schulz                  |

### Palmarès 2018 - VIIeNRJ DJ Awards
| Catégories                            | Vainqueurs                                                       |
| ------------------------------------- | ---------------------------------------------------------------- |
| Meilleur DJ francophone de l'année    | Kungs                                                            |
| Meilleur DJ international de l'année  | Martin Garrix                                                    |
| Révélation de l'Année                 | Marshmello                                                       |
| Meilleure performance live de l'année | Petit Biscuit                                                    |
| Meilleur hits des clubs de l'année    | DJ Snake - "Magenta Riddim"                                      |
| Meilleur groupe/duo l'année           | Martin Garrix et David Guetta, pour "Like I Do" et "So Far Away" |
| Single dance/electro de l'année       | Calvin Harris et Dua Lipa - "One Kiss"                           |
| Award d'honneur                       | Feder Jonas Blue Hugel Offenbach                                 |

### Palmarès 2019 - VIIIeNRJ DJ Awards
| Catégories                            | Vainqueurs                                          |
| ------------------------------------- | --------------------------------------------------- |
| Meilleur DJ francophone de l'année    | DJ Snake                                            |
| Meilleur DJ international de l'année  | Martin Garrix                                       |
| Révélation de l'année                 | Aazar                                               |
| Meilleur groupe/duo de l'année        | Ofenbach, pour "Rock It"                            |
| Meilleure performance live de l'année | David Guetta                                        |
| Meilleur hits des clubs de l'année    | Armin van Buuren - "Blah Blah Blah"                 |
| Single dance/électro de l'année       | David Guetta, Bebe Rexha & J Balvin - "Say My Name" |
| Award d'honneur                       | David Guetta Armin van Buuren                       |

## Palmarès général
Mis à jour le 9 décembre 2023
| Rang | Artiste                    | Récompenses |
| ---- | -------------------------- | ----------- |
| 1    | David Guetta               | 11          |
| 2    | Martin Garrix              | 9           |
| 3    | Avicii                     | 6           |
| 4    | DJ Snake                   | 3           |
| 4    | Kungs                      | 3           |
| 4    | Martin Solveig             | 3           |
| 5    | Armin van Buuren           | 2           |
| 5    | Deorro                     | 2           |
| 5    | Feder                      | 2           |
| 5    | Calvin Harris              | 2           |
| 5    | Major Lazer                | 2           |
| 5    | Ofenbach                   | 2           |
| 5    | Paris - Le Rex             | 2           |
| 5    | Petit Biscuit              | 2           |
| 5    | Robin Schulz               | 2           |
| 5    | Showtek                    | 2           |
| 5    | Bob Sinclar                | 2           |
| 5    | The Chainsmokers           | 2           |
| 6    | Aazar                      | 1           |
| 6    | Afrojack                   | 1           |
| 6    | Axwell Λ Ingrosso          | 1           |
| 6    | Basto                      | 1           |
| 6    | Justin Bieber              | 1           |
| 6    | Jonas Blue                 | 1           |
| 6    | Antoine Clamaran           | 1           |
| 6    | Dimitri Vegas & Like Mike  | 1           |
| 6    | DJ Assad                   | 1           |
| 6    | Joachim Garraud            | 1           |
| 6    | Global Deejays             | 1           |
| 6    | Paris Hilton               | 1           |
| 6    | Hugel                      | 1           |
| 6    | J Balvin                   | 1           |
| 6    | Lausanne - Le Mad          | 1           |
| 6    | Dua Lipa                   | 1           |
| 6    | Marshmello                 | 1           |
| 6    | Bebe Rexha                 | 1           |
| 6    | Saint-Tropez - Le VIP Room | 1           |
| 6    | Tiësto                     | 1           |
| 6    | Tomorrowland               | 1           |
| 6    | Will.i.am                  | 1           |